# Roncus corcyraeus
Espèce
Roncus corcyraeus est une espèce de pseudoscorpions de la famille des Neobisiidae.

## Distribution
Cette espèce est endémique des îles Ioniennes en Grèce.

## Liste des sous-espèces
Selon Pseudoscorpions of the World (version 3.0) :
- Roncus corcyraeus corcyraeus Beier, 1963 de Corfou
- Roncus corcyraeus minor Mahnert, 1975 de Leucade

## Publications originales
- Beier, 1963 : Ordnung Pseudoscorpionidea (Afterskorpione). Bestimmungsbücher zur Bodenfauna Europas. Bestimmungsbücher zur Bodenfauna Europas. Berlin, p. 1-313.
- Mahnert, 1975 : Griechische Hohlen pseudoskorpione. Revue Suisse de Zoologie, vol. 82, no 1, p. 169-184 (texte intégral).